# Kristen Michal
Kristen Michal, född 12 juli 1975 i Tallinn, är en estnisk liberal politiker och jurist, tillhörande Reformpartiet. Han är sedan 23 juli 2024 Estlands premiärminister.
Han var från 2011 till 2012 justitieminister i Andrus Ansips regering, från 2015 till 2016 minister för ekonomi och infrastruktur i Taavi Rõivas regering och från 17 april 2023 Estlands klimatminister och chef för miljödepartementet i Kaja Kallas tredje regering.
Michal var under 2003 och åter 2007 till 2011 partisekreterare för Reformpartiet. Sedan 2011 är han ordförande för partiets råd av förtroendevalda och sedan januari 2014 ordförande för Tallinns partidistriktsstyrelse. Från 2014 till 2015 och åter 2016 var han gruppledare för reformpartiets parlamentariker i Riigikogu.
I juli 2024 beslutade det styrande partiet enhälligt att Michal skulle efterträda Kallas som premiärminister i samband med att hon kandiderade till posten som ny utrikeskommissionär i den europeiska kommissionen efter EU-valet 2024.

## Biografi

### Utbildning
Michal tog studentexamen 1993 från Tallinns Centralskola nr 17.  Mellan 1994 och 1999 studerade han administrativ styrning vid Tallinns pedagogiska universitet och tog senare 2009 en examen i juridik vid Akadeemia Nord. Han har därefter påbörjat juridikstudier på masternivå vid juridiska fakulteten, nu vid det sammanslagna Tallinns universitet.

### Politisk tjänsteman
Michal var politisk tjänsteman vid Reformpartiets partigrupp i Tallinns stadsfullmäktige från 1996 till 1999 och därefter vid Reformpartiets kansli 1999, vid Reformpartiets grupp i Riigikogu 1999 till 2001, som rådgivare och statssekreterare till ministern Toivo Asmeri, som rådgivare till premiärminister Siim Kallas från 2001 till 2002 och som ledamot av Kesklinndistriktets stadsdelsstyrelse från 2002 till 2003.

### Politiker
Michal gick med i Reformpartiet 1996. Från 1999 till 2001 var han ledamot i Tallinns stadsfullmäktige och 2004–2005 samt 2006 var han ledamot av Riigikogu. Michal valdes åter in i Riigikogu 2007, men avstod mandatet för att istället fokusera på sin roll som partisekreterare. I juni 2011 valdes han till ordförande för partiets råd för förtroendevalda. Åren 2012 till 2015 valdes han åter till ledamot av Riigikogu.
År 2023 kandiderade han åter till Riigikogu och valdes in från första valdistriktet (stadsdelarna Haabersti, Põhja-Tallinn och Kristiine i Tallinn).